# Jakob Acker der Jüngere

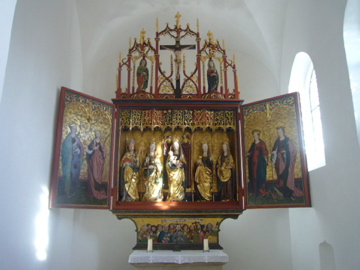
Der Altar von Jakob Acker dem Jüngeren in der Leonhardskapelle zu Rißtissen

Jakob Acker (geb. vor 1441; gest. nach 1491) war ein deutscher Maler aus Ulm, der spätgotische sakrale Kunstwerke schuf. Seine genauen Lebensdaten sind unbekannt. Seine Schaffenszeit ist aber zwischen 1441 und 1491 aus Ulmer Akten nachweisbar.

## Leben
Acker war vermutlich ein Mitglied der weit verzweigten Ulmer Maler- und Glasmalerfamilie zu der auch die bedeutenden Künstler Hans Acker und Jakob Acker (der Ältere) zählten. Er wird zur Ulmer Schule gerechnet. Jakob Acker (der Jüngere) ist der Schöpfer des 1483 fertiggestellten und signierten Altars in der Friedhofskapelle von Rißtissen. Dies ist das einzige heute existierende und mit Sicherheit von ihm geschaffene Kunstwerk. Er hatte nachweislich auch die Türen der Hauptorgel des Ulmer Münsters bemalt. Diese Orgel ging jedoch am 19. Juni 1531, dem Ulmer „Götzentag“ bei einem reformatorischen Bildersturm auf die Kunstschätze des Ulmer Münsters verloren.
Das Risstisser Retabel wurde vermutlich ursprünglich nicht für die Risstisser Friedhofskapelle geschaffen und könnte von Mitgliedern der Familie der Freiherren von Stotzingen von Niederstotzingen nach Risstissen verbracht worden sein.
Jakob Acker wird in der Literatur immer wieder als Lehrer von Jörg Stocker genannt, was sich allerdings nicht sicher nachweisen lässt.